# Shanti Devi
Shanti Devi, född 11 december 1926 i Delhi, Indien, död 27 december 1987 var en kvinna som tidigt i barndomen började berätta om minnen av ett tidigare liv. Efter att hennes lärare kontrollerat hennes uppgifter i Mathura, den stad som hon uppgav som tidigare levnadsort och verifierat huvuddelen, så uppmärksammade Mahatma Gandhi fallet. Han satte upp en undersökningskommitté; en rapport publicerades 1936.  Ytterligare två rapporter skrevs vid samma tid. Senare i livet intervjuades Shanti Devi igen, och den svenske författaren Sture Lönnerstrand skrev en bok efter två resor till Indien.
Enligt dessa intervjuer och undersökningar började hon vid fyra års ålder säga till sina föräldrar att hennes rätta hem var i Mathura, där hennes make bodde, cirka 145 km från hemmet i Delhi. Föräldrarna försökte avstyra detta intresse, så hon rymde hemifrån vid sex års ålder i ett försök att nå Mathura utan att lyckas. Tillbaka i skolan berättade hon att hon var gift och hade fött ett barn, men hade dött tio dagar efter förlossningen. Hon blev utfrågad av sin lärare och rektor, han märkte att hon använde ord från mathuradialekten och kunde även uppge namn och yrke på sin make, handlaren "Kedar Nath". Rektorn hittade en handelsman med det namnet i Mathura som hade förlorat sin fru, Ludgi Devi, nio år tidigare, tio dagar efter att ha fött deras son.
 Kedar Nath reste till Delhi och sökte upp Shanti Devi, låtsande vara Ketar Naths bror, men Shanti uppgavs genast känna igen honom, liksom Ludgi Devis son. Då hon visste flera intima saker om Kedar Naths familjeliv så blev han snart övertygad om att hon var en ny inkarnation av Ludgi Devi. När Mahatma Gandhi hörde talas om fallet, så träffade han barnet och satte upp en undersökningskommission. Kommissionen reste med Shanti Devi till Mathura 15 november 1935. Där hittade hon vägen till huset där Ludgi Devi bott. Vid huset kände hon igen ett flertal familjemedlemmar inklusive Ludgi Devis farfar. Hon upptäckte dessutom att Kedar Nath hade struntat i att följa en del löften han gav Ludgi Devi på dödsbädden. Kommissionsrapportens slutsats blev att omständigheterna runt fallet tydde på reinkarnation. 
Shanti Devi gifte sig aldrig och fortsatte till skillnad mot de flesta andra barn som uppger sig minnas ett tidigare liv att tala om sina tidigare liv-minnen hela livet till de intresserade som ville höra. 1986 blev hon åter intervjuad, av Ian Stevenson och K.S. Rawat; i denna intervju var fokus på minnen mellan liven, något som få med minnen av tidigare liv uppger sig ha. Hennes mellan-liv-minnen påminde om nära döden-upplevelser.